# Processó del Sant Crist de la Sang
|  | Per a altres significats, vegeu «Processó de la Sang». |

La processó del Sant Crist de la Sang se celebra a Palma cada Dijous Sant del segle xv ençà i és l'element entorn del qual sempre han girat tots els actes de la Setmana Santa de Palma. L'element central d'aquesta processó és la imatge del Sant Crist de la Sang, talla anterior al segle xvi i que simbolitza la Sang de Crist. Actualment i d'ençà dels anys cinquanta l'organitza l'Associació de Confraries de Setmana Santa de Palma, integrada per totes les confraries que hi participen i pel Bisbat.

## Descripció
En aquesta processó participen totes les confraries de l'Associació de Confraries de Palma, que comencen a sortir, per orde d'antiguitat, a mitjan horabaixa de l'església de la Sang; la processó va pel carrer dels Oms, continua pel carrer de Sant Miquel, passa per davant Cort i arriba a la Seu pel carrer del Palau Reial. En darrer lloc, acompanyada per la banda municipal i nombrosos fidels, va la confraria de la Sang amb la imatge del Sant Crist, portada pels Prohoms de la Sang. A més, moltes altres confraries porten imatges i passos que representen escenes de la Passió, algunes amb rodes i d'altres portades per costalers, tot i que encara en resta qualcuna portada amb andes, com era tradicional.
Una particularitat de la processó de la Sang és la participació dels penitents lliures, coneguts popularment com a cabrum, que desfilen en primer lloc i que, tot i que porten vestes convencionals, no estan adscrites a cap confraria i les vestes dels confrares no són uniformes. L'origen d'aquesta comparsa, desorganitzada i en la qual pot participar tothom prèviament inscrit i amb una vesta adient, es troba en les vestes de les antigues caperutxes prèvies a la introducció del model de vesta importat de Sevilla el 1902 per la Confraria de la Creu de Calatrava: a partir d'aquest moment, la major part de penitents desfilaven amb una vesta moderna i adscrits a una confraria, però els que desitjaven fer-ho amb les vestes antigues ho podien fer com a penitents lliures; per la seva heterogeneïtat i desorganització, reberen aquest sobrenom despectiu.

## Història

### L'etapa dels col·legis
Els orígens de la processó del Dijous Sant de Palma, com arreu on hi ha tradició de processons de Setmana Santa, estan força vinculades a la penitència i a la deixuplina; aquest vincle entre Dijous Sant i penitència és previ al Concili de Trento. Paral·lelament, es començà a celebrar, ja en el segle xv, una processó en Dijous Sant per recollir almoines en benefici de l'Hospital General, fundat el 1458: hom treia la imatge del Sant Crist de la Sang en processó i acompanyat per confrares i penitents que es deixuplinaven en funció de la gravetat de les faltes. Al llarg del segle xvi s'anaren afegint els col·legis, amb vestidures blanques, caperutxes (per no ésser reconeguts) i llums i que portaven imatges de Crist i escenes de la passió de Jesús amb andes entre quatre persones. Els col·legis desfilaven davant la confraria de la Sang i per orde cronològic respecte de la seva fundació, essent el primer el més modern i el darrer el més antic (un costum que es manté actualment per les confraries). A més, desfilaven exhibint un «pas» de la vida de Crist:
| - Moliners de vent: el Degollament dels Innocents - Porgadors i mesuradors: la Transfiguració - Corders: la Samaritana - Velluters: la Resurrecció de Llàtzer - Flassaders: l'entrada triomfal a Jerusalem - Marxandos: l'Acomiadament de Maria - Capellers: la Santa Cena - Esparters: l'Oració a l'hort - Moliners d'aigua: Sant Pere tallant l'orella a Malc | - Blanquers: la Traïció de Judes - Traginers: la Sentència de Jesús - Hortolans: els Escarnis a Jesús - Picapedrers: d'Herodes a Pilat - Carnissers: la Flagel·lació de Jesús - Forners: Jesús coronat d'espines - Teixidors de lli: l'Ecce Homo - Pescadors: el Lavatori de Pilat | - Gerrers: Jesús portant la Creu - Boters: la Verònica - Fusters: la Caiguda de Jesús - Sabaters: els soldats es juguen la túnica de Jesús - Sastres: Jesús clavat a la Creu - Teixidors de llana: Jesús beu de l'esponja - Paraires: Jesús crucificat - Ferrers: Maria al peu de la Creu |

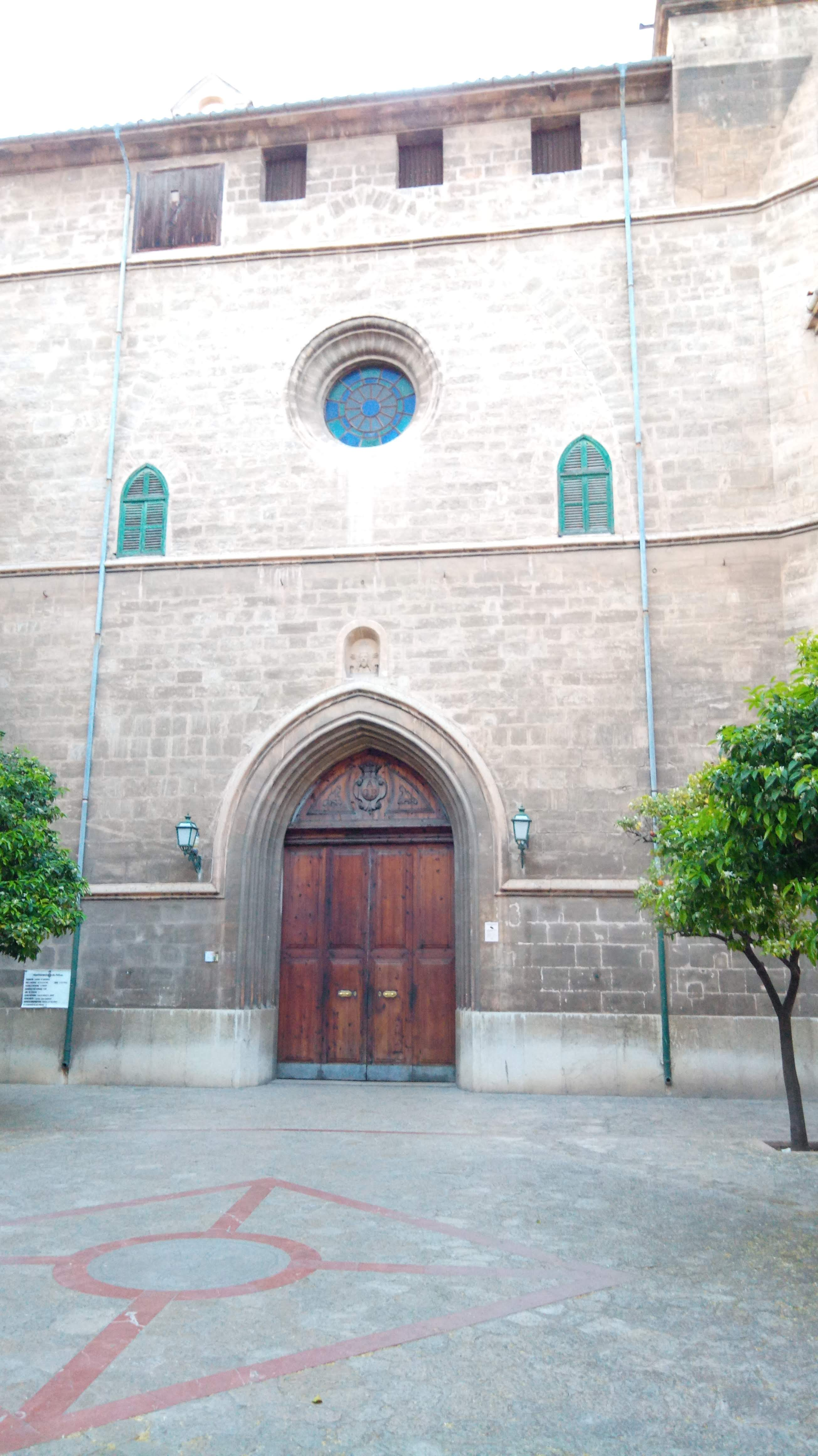
Església de la Sang, lloc de sortida de la processó

Amb el temps augmentà la devoció a la imatge i la participació en la processó, i s'allargà el recorregut, que adquirí el costum de passar pels oratoris dels convents de clausura femenins fins a acabar a la Catedral. Per altra banda, ja llavors era habitual allargar els actes a Divendres Sant, tot dividint la processó en dos.
Durant els segles xvii i xviii s'estengueren costums com ara regalar rams de flors a les dones solteres, vendre confits i regalar-ne dins les esglésies, que l'Església procurà corregir i censurar. En el segle xvii es regulà que el privilegi d'anar amb la cara coberta per una caperutxa o cuculla era exclusiu dels confrares penitents, que en el xviii canviaren a negre el color.

### Decadència i ressorgiment
Al llarg dels segles xvii i xviii, els col·legis s'havien establert com una de les cames centrals de la celebració, per tal com suposaven una bona part de la processó, amb gran nombre d'imatges i participants. Per aquest motiu, quan el 1836 s'aboliren definitivament els col·legis, la processó entrà en decadència, atès que passà a ser conformada exclusivament pel Crist de la Sang i la seva confraria, l'única de natura religiosa i no col·legial. Les processons, doncs, es van convertir en un element exclusivament clerical, en què només prenien part el clergat i les associacions parroquials. En el trienni d'Espartero (1841 - 1843) les processons van arribar a ser prohibides, però a partir de 1844, restablerta la normalitat, es va reprendre la processó de Dijous Sant.
El 1847 es potencià l'assistència de penitents i caperutxes i la participació augmenta al llarg dels vint anys següents, encara que també els abusos, la bulla i el desordre. En aquesta època, a més de caperutxes, s'esmenta la presència de persones vestides de centurions romans, i també es documenten les primeres processons addicionals a la de la Sang. El 1866 es va insistir a desterrar el desordre general de les processons, i així hi va haver canvis importants el 1867: noves imatges d'escultors de renom i nous estendards i veixil·les. No obstant això, el Sexenni Democràtic (1868 - 1874) les autoritats boicotaren la celebració, que arribà a no sortir als carrers els anys 1872 i 1873, l'any de la proclamació de la Primera República.
A partir de la Restauració Borbònica la processó de la Sang es tornà a celebrar i recobrà la gran devoció popular que tenia. A més, es començaren a consolidar processons en altres dies de la Setmana Santa, en part gràcies al suport institucional.

### Les noves confraries
El 1902 es fundà la primera confraria de Palma, la confraria de la Creu de Calatrava, inspirada en les confraries sevillanes, i darrere aquestes en vengueren moltes més. Aquestes noves confraries s'afegiren a la processó, però a més en celebraven d'altres, al llarg de la Setmana Santa, en les quals no participava el Crist de la Sang. Atès el creixement de la processó, el recorregut tradicional per tots els convents de monges tancades començà a ser massa llarg, i els anys seixanta se simplificà en un itinerari circular que, de la Sang, passava per Cort i tornava a la Sang. El 2009, també per la llargada de la processó, s'aprofità l'antiga tradició d'entrar a la Seu per acabar-hi la processó i així fer-la més curta.

## En la literatura
La processó de la Sang és un fenomen de tanta popularitat que ha estat descrita per diversos autors mallorquins. Així, Pere Penya i Nicolau publicà una poesia a la seva revista L'Ignorància (març de 1880) intitulada «Sa processó des Dijous Sant», reeditada posteriorment, en què es plany del prestigi que ha perdut la processó. També hi dedicà un poema Emília Sureda, publicat a la revista La Roqueta (març de 1902), intitulat «Dijous Sant», en què descriu la processó amb un to més religiós i devot. Per altra banda, l'escriptor Gabriel Maura, que dedica un dels seus Aigoforts a tractar de la devoció popular envers el Sant Crist de la Sang, també fa un parell de referències a la processó.